# Лелейко, Ольга Александровна
Ольга Александровна Лелейко (род. 21 июля 1977 года в Киеве) — украинская фехтовальщица на рапире. Мастер спорта (1993), мастер спорта Украины международного класса (2000) Украины, участница пяти Олимпиад.

## Биография
В 1998 году окончила Национальный университет физического воспитания и спорта Украины.
Многократная чемпионка Украины и обладательница Кубка Украины. Член национальной сборной команды Украины по фехтованию на рапире. С 1993 года выступает за спортивное общество «Динамо» и Школу высшего спортивного мастерства (с 2005 года). Тренеры — В. Быков, А. Брызгалов, Ф. Теслер.
В 1997 Лелейко стала бронзовым призёром этапа Кубка мира среди юниоров в Братиславе. В 2000 году дебютировала на Олимпийских играх в Сиднее, заняла восьмое место в командных соревнованиях и 36-е в личных соревнованиях. В дальнейшем на Олимпиадах выступала только индивидуально. В 2007 году стала бронзовым призёром чемпионата Европы в личных соревнованиях (Гент, Бельгия). На Играх 2008 года в Пекине заняла 36-е место, а на Олимпиаде в Лондоне показала свой лучший результат на Играх — 17-е место. В 2014 году в Бухаресте завоевала бронзу международного турнира Trofeului Pellegrini. На Играх 2016 года в Рио-де-Жанейро в 1/16 Лелейко проиграла Астрид Гюйар из Франции со счётом 15:9, в итоге заняла 24-е место.